# ششمین دوره جوایز اسکار

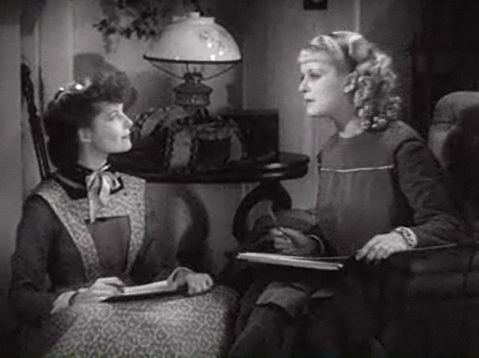
کاترین هپبورن و جوآن بنت در تریلر فیلم زنان کوچک

ششمین دوره مراسم اعطای جوایز اسکار (انگلیسی: 6th Academy Awards) در روز ۱۶ مارس ۱۹۳۴ در هتل امبسدور لس آنجلس لوس آنجلس برگزار شد. در این مراسم بهترین فیلم‌های سال ۱۹۳۳ جهان به انتخاب آکادمی علوم و هنرهای تصاویر متحرک جایزه گرفتند.
ویل راجرز مجری این مراسم بود.

## جوایز
| جایزه اسکار بهترین فیلم | جایزه اسکار بهترین کارگردانی |
| --- | --- |
| - سواران - خیابان ۴۲ - وداع با اسلحه - فراری از گروه مجرمان - خانمی برای یک روز - زنان کوچک - زندگی خصوصی هنری هشتم - آن زن به او بد کرد - Smilin' Through - State Fair | - فرانک لوید – سواران - فرانک کاپرا – خانمی برای یک روز - جرج کیوکر – زنان کوچک |
| جایزه اسکار بهترین بازیگر نقش اول مرد | جایزه اسکار بهترین بازیگر نقش اول زن |
| - چارلز لوتن – زندگی خصوصی هنری هشتم - لسلی هاوارد (بازیگر) – میدان برکلی - پل مونی – فراری از گروه مجرمان                                                              | - کاترین هپبورن – شکوه صبح - می رابسون – خانمی برای یک روز - دیانا وینارد – سواران |
| Best Story | جایزه اسکار بهترین فیلم‌نامه اقتباسی |
| - مسیر یکطرفه – رابرت لرد - The Prizefighter and the Lady – فرانسیس ماریون - راسپوتین و امپراتریس – چارلز مک‌آرتور                                                       | - زنان کوچک – ویکتور هیرمن و سارا میسون - خانمی برای یک روز – رابرت ریسکین - State Fair – پل گرین (نمایش‌نامه‌نویس) و سونیا لویان |
| جایزه اسکار بهترین فیلمبرداری | جایزه اسکار بهترین طراحی صحنه |
| - وداع با اسلحه – چارلز لنگ - Reunion in Vienna – جرج جی. فالسی - Sign of the Cross – کارل استراس                                                                       | - سواران – William S. Darling و Fredric Hope - وداع با اسلحه – هانس درایر و رولند اندرسون - When Ladies Meet – سدریک گیبنز |
| Best Sound Recording | Best Assistant Director |
| - وداع با اسلحه – فرانکلین هنسن - خیابان ۴۲ – نیتن لوینسون - Gold Diggers of 1933 – نیتن لوینسون - فراری از گروه مجرمان – نیتن لوینسون                                  | - چارلز بارتون (کارگردان) – پارامونت پیکچرز - Scott Beal – یونیورسال استودیوز - Charles Dorian – مترو گلدوین مایر - Fred Fox – یونایتد آرتیستس - Gordon Hollingshead – وارنر برادرز - Dewey Starkey – آر.ک.ئو - William Tummel – فاکس قرن بیستم - Al Alleborn – وارنر برادرز - Sid Brod – پارامونت پیکچرز - Orville O. Dull – مترو گلدوین مایر - Percy Ikerd – فاکس قرن بیستم - Arthur Jacobson – پارامونت پیکچرز - Edward Killy – آر.ک.ئو - Joseph A. McDonough – یونیورسال استودیوز - William J. Reiter – یونیورسال استودیوز - Frank Shaw – وارنر برادرز - Ben Silvey – یونایتد آرتیستس - John S. Waters – مترو گلدوین مایر |
| جایزه اسکار بهترین فیلم کوتاه | جایزه اسکار بهترین فیلم کوتاه |
| - So This Is Harris! –Louis Brock و آر.ک.ئو - Mister Mugg – Warren Doane و یونیورسال استودیوز - A Preferred List – Louis Brock و آر.ک.ئو                                | - کراکاتوآ – جو راک و Educational Pictures - صورت‌غذا – پیت اسمیت و مترو گلدوین مایر - دریا – Educational Pictures |
| جایزه اسکار بهترین پویانمایی کوتاه | |
| - The سه خوک فسقلی (فیلم) – والت دیزنی و یونایتد آرتیستس - ساختن یک ساختمان – والت دیزنی و یونایتد آرتیستس - The Merry Old Soul – والتر لانتس و یونیورسال استودیوز      | |